# Trold kan tæmmes (film fra 1915)
 For alternative betydninger, se Trold kan tæmmes (flertydig). (Se også artikler, som begynder med Trold kan tæmmes)
Trold kan tæmmes er en dansk stumfilm fra 1915, instrueret af Holger-Madsen og produceret af Nordisk Film Kompagni.

## Handling
| „ | Lige fra det Øjeblik, Richard Strom paatager sig den besværlige Opgave at kue den smukke Alices stridige Temperament, holdes Publikums Interesse fangen. Det er en Kamp ikke blot mellem to kolde Hjerner, men først og fremmest mellem to unge, varme Hjerter, og det maa tilstaaes, at det stærke Køn sejrer – som det hør og bør! | “ |
|   | — Nordisk Film programtekst |   |

Den rige fabrikant Theodor Braun (Bertel Krause) har en datter Alice (Rita Sacchetto) – hans eneste datter – der er lige så smuk som hun er lunefuld og tyranniserende. Selv er han fuldkommen ude af stand til at styre sin genstridige datter men han lever i det fromme – men dog indtil videre frugtesløse – håb at en passende mand skulle komme forbi og finde nåde for hendes øjne. Senest har hun knust hans drøm ved sin hårdhændede behandling af de to bejlere: grosserer Chas. Smith (Frederik Buch) og baron van Thaen (Torben Meyer) – at hun forvandlede dem fra håbefulde bejlere til hævngerrige mænd. Tilfældigvis beklager de deres hårde medfart til bankdirektør Richard Strom (Nicolai Johannsen) – og da han ser den skønne unge kvinde får han løst at prøve om han ikke selv er mand for at "tæmme trolden".
Som sagt så gjort og han tropper modigt op hos hr. Braun for at blive introduceret for Alice, men uheldigvis kan ikke frem vilde heste eller faderens bønfaldelse og tryglen tvinge hende til at se ham. Men et kontant afslag slår ikke sådan bare uden videre Richard af banen. Faderen og bejleren brygger en snedig plan sammen. Bankdirektøren skal – pro-forma – ruinere fabrikanten ved at opsige dennes kassekredit, og derefter lade kongens foged beslaglægge hjemmet, for på den vis at se om de ikke kan tvinge datteren til at være mere føjelig. Dagen efter lader faderen som om han er ruineret, og da "kongens foged" – dvs. i virkeligheden fire af deres venner – beslaglægger deres hus og ejendom, inkl. datterens elskede teddybjørn, må de flytte fra de fine hus til et beskedent værelse i en skummel sidegade. Og da faderen Braun simulere sig syg, må datteren selv pludselig lade sig ansætte som kassererske i en lille cafe i en plads Braun selv har skaffet hende. Cafeen er i virkeligheden blot lejet af Richard der selv optræder som ejer. Han håber med hele dette skuespil at kunne knække Alices hovmod. I starten forbliver hun kæphøj og indbildsk som før, men Richard tåler ingen modsigelser og hun må sande hun står over for en vilje stærkere end hendes egen, og snart bliver hun helt medgørlig – ja det ender såmænd med hun forelsker sig den strikse Richard.
Efter en to ugers tid som "ruineret" modtager Alice et frierbrev fra bankdirektør Richard Strom – som hun aldrig har set i form af bankdirektør, udelukkende som cafe-ejer, men ikke ved er en og samme person. Alice der nu er blevet håbløst forelsket i "cafe-ejer" Strom svarer tilbage til bankdirektør Strom, at hun kan indvilge i et ægteskab med bankdirektøren – men udelukkende af hensyn til sin gamle syg far. Hendes hjerte vil han da aldrig kunne få, da det allerede tilhørere cafe-ejeren. Forlovelsesdagen oprinder og Strom sender en vogn for at hente Alice og hendes far. Men undervejs rammes datteren alligevel pludselig af fortrydelse og flygter fra vognen hen til den lille cafe, blot for her at få at vide at cafe-ejeren ikke er til stede i dag, da han fejrer sin forlovelse. Alice falder om i afmagt og lader sig viljeløst føre til Stroms hjem.
Dybt nedtrykt kommer hun til forlovelsesfesten, men her hører hun pludseligt sin elskede cafe-ejers stemme og opdager forundret og lykkeligt at det er en og samme mand som hendes kommende forlovede. Hun kaster sig i hans arme og han meddeler triumferende at trolden er tæmmet.

## Medvirkende
| Skuespiller              | Rolle                        |
| ------------------------ | ---------------------------- |
| Bertel Krause            | Theodor Braun, rig fabrikant |
| Rita Sacchetto           | Alice, fabrikantens datter   |
| Nicolai Johannsen        | Richard Strom, bankdirektør  |
| Torben Meyer             | van Thaen, baron             |
| Frederik Buch            | Chas. Smith, grosserer       |
| Carl Schenstrøm          |                              |
| Charles Willumsen        |                              |
| Agnes Andersen           |                              |
| Ingeborg Bruhn Bertelsen |                              |
| Franz Skondrup           |                              |
| Alma Hinding             |                              |
| Peter Jørgensen          |                              |
| Fr. Bondesen             |                              |
| Ingeborg Jensen          |                              |
| Johanne Krum-Hunderup    |                              |
| Karen Christensen        |                              |